# Dactylopterus volitans
Il pesce civetta (Dactylopterus volitans Linnaeus, 1758), conosciuto anche come rondine di mare, è un pesce d'acqua marina appartenente alla famiglia dei Dactylopteridae.

## Distribuzione e habitat
Il suo habitat è bentonico ed ha i suoi limiti tra i 10 e gli 80 metri di profondità, abita i fondali del Mar Mediterraneo, Madera, le Azzorre e dell'Oceano Atlantico, dall'Angola alla costa europee (talvolta a nord fino all'Inghilterra meridionale) nell'Atlantico orientale e dal Canada all'Argentina in quello occidentale. Gli esemplari giovanili si trovano anche a pochi metri di profondità, su fondali sabbiosi.

## Etimologia dei nomi comuni
I nomi comuni, pesce civetta e pesce rondine, derivano dalla credenza che questo pesce possa volare fuori dall'acqua mediante le sue pinne pettorali molto ampie. Questo però è impossibile data la struttura massiccia del pesce e soprattutto del suo pesante capo coperto di piastre ossee.

## Descrizione
La testa è relativamente grossa, con una grande bocca, dotata di corazza ossea. Il corpo è allungato,  piuttosto compresso sul dorso. Presenta due pinne dorsali, la prima è retta da raggi spinosi simili ad aculei (così come la pinna anale) mentre la seconda è più molle. Le pinne ventrali sono appuntite, la coda è allungata. La caratteristica più visibile di questa specie sono le grandi pinne pettorali, rette da lunghi e robusti raggi, che completamente allargate formano insieme un grande ellisse, che permette al pesce di "planare" vicino ai fondali. Quando disturbato, per esempio da una persona che fa snorkeling, sembra emettere degli schiocchi, forse per spaventare l'aggressore.
La livrea è alquanto varia da esemplare a esemplare, con un colore di fondo che va dal grigio bruno al giallo fino al rossastro, decorato da 3 o più fasce verticali brune e costellato di punti bianchi. Le pinne pettorali presentano la stessa colorazione, ma sono puntinate e orlate anche di un blu elettrico.
Raggiunge una lunghezza di 50 centimetri.

## Alimentazione
Questa specie si nutre di pesci, bivalvi e granchi.

## Predatori

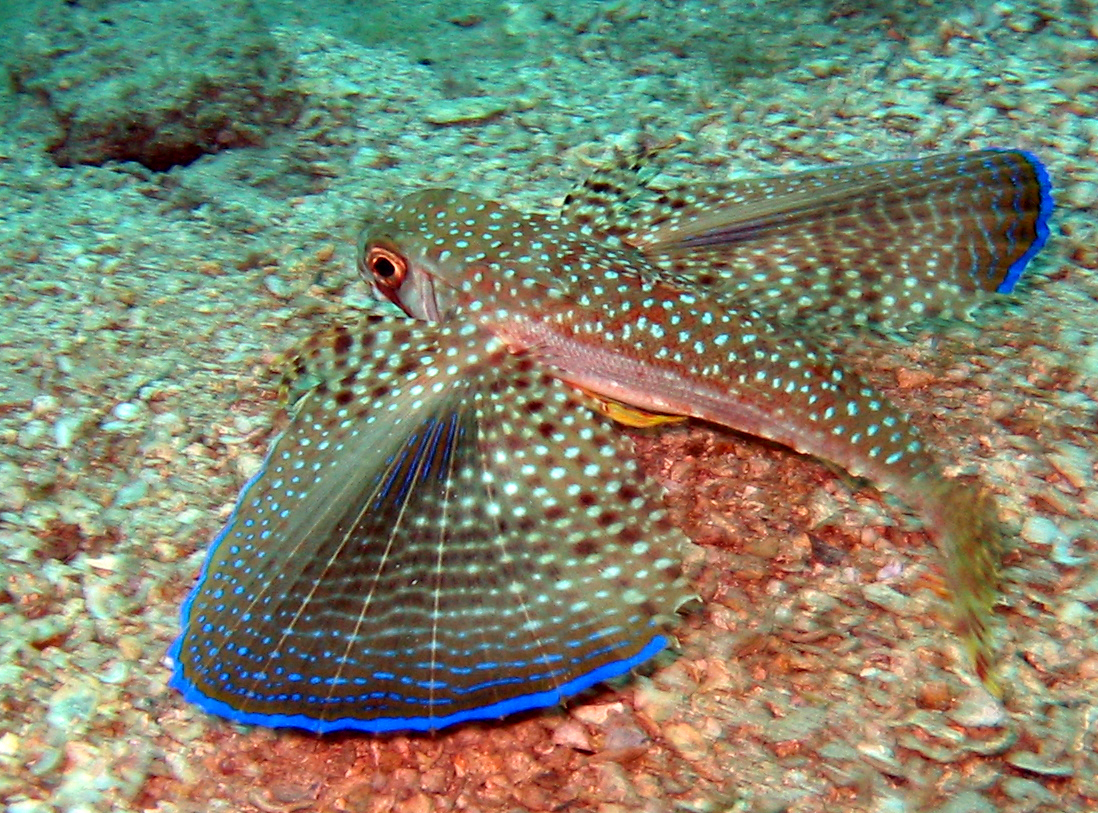
Un pesce civetta alla ricerca di cibo sul fondale

Il pesce civetta è preda di numerose specie di pesci tra cui molte specie della famiglia Istiophoridae e uccelli marini (appartenenti alla famiglia Laridae).

## Pesca
È pescato saltuariamente in quanto pesce commestibile, ma non possiede carni ricercate.

## Acquariofilia
Sembra sia piuttosto diffuso negli acquari pubblici.